# Het recht op luiheid

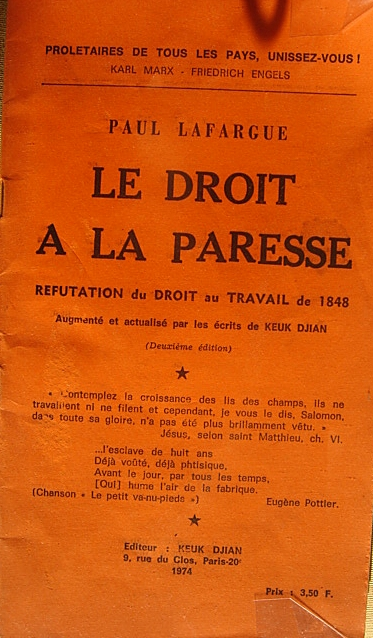
Paul Lafargue, Le droit à la paresse

Het recht op luiheid (oorspronkelijk in het Frans Le droit à la paresse) is een pamflettistisch werk van de Franse socialist Paul Lafargue uit de jaren 80 van de 19e eeuw ter weerlegging van het recht op werk zoals dat was opgeëist in het revolutiejaar 1848. Het is Lafargues bekendste werk. Eerst verscheen het in 1880/'81 het tijdschrift L'Égalité en in 1883 als brochure.

## Inhoud
Lafargue hekelt in zijn geschrift de ideologische (morele), burgerlijke ("bourgeoisie") en kapitalistische opvattingen omtrent loonarbeid van zijn tijd. Er bestond toen nog geen wettelijke regeling van de arbeidsovereenkomst of sociaal recht. De arbeider was vaak overgeleverd aan de willekeur van de werkgever van wie hij afhankelijk was.
Daarbij bekritiseert Lafargue op satirische wijze ook de arbeidersbeweging. Hij vond dat hun opmerkelijke werkzucht de arbeiders en hun gezinnen echt niet gelukkiger zouden maken. Het zogenaamd recht op werk opeisen vond hij onder de toenmalige maatschappelijke omstandigheden niet revolutionair maar een schandelijke vergissing, die slechts zou leiden tot meer ellende en meer vervreemding.
In een wettelijke regeling zoals de achturige werkdag, zoals een andere eis destijds luidde, zag hij evenmin enig heil: de arbeider zou niet langer moeten werken dan nodig is om in zijn bestaan en dat van zijn gezin te voorzien; een mens leeft niet om te werken, maar werkt om te leven.
Lafargue bepleit evenwel geen grondrecht op luiheid, maar de afschaffing van de kapitalistische productiemethode en de arbeid in loondienst.

### Franse uitgaven
- Le droit à la paresse - réfutation du droit au travail de 1848, uitg. Bibliothèque Populaire, Brussel (1883)
- Le droit à la paresse, uitg. Maspero, Parijs (1982)

### Nederlandse vertalingen
- Het recht op luiheid, vert. dr. J. De Wachter, uitg. J. Emmering, Amsterdam (1916)
- Het recht op luiheid, inl. A.L. Constandse, uitg. De Arbeiderspers, Amsterdam (1974)
- Het recht op luiheid, uitg. Voltaire, 's-Hertogenbosch (2008)